# Basilio Cottone
Basilio Cottone (Raccuja, 19 luglio 1926) è un generale italiano, Capo di stato maggiore dell'Aeronautica militare italiana dal 19 ottobre 1983 al 17 settembre 1986.
Ha frequentato il corso Drago 2° dell'Accademia Aeronautica dal 1946 al 1949.